# Cannon Spike
Cannon Spike, conocido como ガンスパイク(Gunspike) en Japón, es un juego de acción y disparo multidireccional programado por la compañía Psikyo y editado por Capcom en el año 2000 para arcades y, posteriormente, Dreamcast. Cannon Spike es similar a juegos como Smash TV y Captain Commando, aunque mucho más enfocado en los disparos y en las luchas contra jefes. Cannon Spike fue uno de los últimos videojuegos para la consola Dreamcast en Europa, distribuido por Virgin Play y a la venta exclusivamente al por menor en tiendas muy pequeñas, por lo que el videojuego se convirtió enseguida en una pieza de coleccionismo.
Cannon Spike es el nombre de una de las técnicas más conocidas de Cammy, luchadora de Street  Fighter y una de las protagonistas de este juego. "Cannon Spike" es el movimiento personal de Cammy con el cual hace una patada ascendente de abajo arriba.

## Sinopsis
La historia de este juego se sitúa en un futuro indeterminado (año 20XX). Una enorme crisis económica se cierne sobre todo el planeta. Esto ha dado lugar a la aparición de hordas de robots-terroristas que están sembrando el pánico por donde van. Para intentar restablecer el orden, la organización WUP (World Union for Peace, o Unión mundial por la paz) ha creado un grupo de élite formado por los mejores soldados capaz de hacer frente a esta amenaza. Estos soldados, aparte de ir equipados con un descomunal arsenal de armas de todo tipo, poseen los Motor Boots, una especie de patines a propulsión (al más puro Jet Set Radio) que les permiten deslizarse por el terreno de combate a las mil maravillas. 
Lo curioso de este grupo de soldados son sus integrantes, conocidísimos por la mayoría de jugadores del mundo. En primer lugar, los capitanes son dos luchadores de Street Fighter, que son Charlie y Cammy. El resto del grupo lo forman Baby Bonnie Hood de Darkstalkers, Megaman de la serie Megaman, Sir Arthur de Ghosts'n Goblins, Shiba Shintaro de Three Wonders (con un diseño más modernizado y con cierto toque manga) y por último una joven de piel morena y pelo rosa llamada Simone, creada expresamente para este título y que no ha vuelto a aparecer en ningún otro juego de Capcom. A pesar de ser un personaje nuevo y exclusivo, su aspecto recuerda mucho al de Linn Kurosawa, una mujer que apareció en el videojuego arcade Alien Versus Predator de Capcom en 1994. 
Uno de los jefes finales que hace aparición varias veces durante el juego es Vega, de Street Fighter, aunque aparece con el nombre de "Fallen Balrog" o "Revenger Balrog" en todas las versiones del juego (hay que puntualizar que "Balrog" es el nombre por el cual se conoce originalmente a Vega en Japón).

## Sistema de juego
Cannon Spike se trata de un juego de acción y disparo muy similar a Smash TV, en el que los personajes, montados en patines propulsados (menos Shiba, que utiliza una tabla de surf voladora; B.B. Hood que usa un patinete con manillar; y Megaman que levita con los propulsores que lleva en las botas) disparan a diestro y siniestro contra todo ser viviente que se ponga delante. También pueden usar el combate físico (Charlie utiliza su característico"Sonic Boom", Cammy usaba sus potentes patadas, etc.) para eliminar a enemigos cercanos. De entrada, tienen a su disposición varias armas de fuego y bombas.
Gráficamente el juego es bastante bueno, muy al estilo Power Stone. El sonido era el punto más flojo del juego, ya que las músicas eran muy funcionales y no muy pegadizas, y las voces se limitaban a unas pocas frases que decían los personajes al hacer sus técnicas más potentes.

## Recepción
En su lanzamiento japonés, la revista Famitsu puntuó al juego con un 30/40, y en portales como Metacritic posee un 69/100. Debido a las escasas unidades puestas a la venta en Europa, no hubo prácticamente promoción en la prensa. Las revistas de videojuegos de España (solo unas pocas) apenas dedicaron algunas líneas.